# Wiosna – wnętrze pracowni artysty
Wiosna – wnętrze pracowni artysty – obraz Leona Wyczółkowskiego namalowany w 1931 roku. Niektóre źródła podają rok powstania 1933, w tym historycy z Muzeum Okręgowego w Bydgoszczy.
Obraz przedstawia wnętrze pracowni artysty we dworku w Gościeradzu. Akwarela jest jedną z ostatnich prac Leona Wyczółkowskiego. Obraz przywołuje nastrój smutku, zadumy i osamotnienia. Jest coś nieuchwytnego w tej pracy. Niepokoi kolor czarny, którym artysta namalował sprzęty: krzesło, fotel i komodę. Spoza rozchylonych wiatrem muślinowych firanek widać skąpany w słońcu sad i kwitnące na biało drzewko renklody. Ma się wrażenie, jakby artysta przed chwilą wstał, odłożył farby i wyszedł do sadu. Po wykonaniu pracy artysta napisał:

Wiosna w Gościeradzu, maj 1931 (...).Studia okna otwartego z widokiem na ogród, odchylona firanka, fotel. Tam to gra białość i zieleń (...). Wiosna wchodzi ze swym zapachem i podmuchem. O tej wiośnie chcę śnić w grobie (...). Jutro nowy fragment wiosny na innym papierze. Eksperymentowanie – oznaka romantyka, ja jestem romantyk.

W dalszej części komentarza artysta notuje, iż czterokrotnie podejmował ten sam temat. Poza opisaną przez niego wersją znane są trzy inne, monochromatyczne, malowane tuszem. Prace te powstały jako studia do litografii, której artysta niestety nigdy nie wykonał.